# Lega Nazionale B 2019-2020 (calcio femminile)
La Lega Nazionale B 2019-2020, campionato svizzero femminile di seconda serie, ha visto la promozione del Thun Berner Oberl.
La stagione, dopo essere regolarmente iniziata il 17 agosto 2019, è stata interrotta dopo la 15ª giornata (fine girone di andata) a causa della pandemia di COVID-19 e infine lasciata incompleta, non terminando il girone di ritorno.
Come decretato dall'ASF/SFV, con il comunicato del 30 aprile 2020, i titoli di promozione e retrocessione non sono stati assegnati lasciando l'organico della LNB uguale per la successiva stagione sportiva.

## Formula
Viene confermato il calendario della stagione precedente che prevedeva un primo turno all'italiana (a/r) e un secondo turno a girone semplice, ovvero senza ritorno.

Il campionato è stato però sospeso alla 6ª giornata di ritorno, senza disputare la partita Schlieren-Thun Berner Oberland (8ª di andata) mandata a ripetere in data successiva e non più recuperata.

## Squadre partecipanti
| Club                | Città                      | Stadio                            | Capienza | Stagione precedente                  |
| ------------------- | -------------------------- | --------------------------------- | -------- | ------------------------------------ |
| Aarau               | Aarau                      | Sportanlage Schachen              | 1 000    | 5º posto in LNB                      |
| Derendingen         | Derendingen (SO)           | Stadion Heidenegg                 | 5 500    | 6º posto in LNB                      |
| Femina Kickers Worb | Worb (BE)                  | Worbboden                         | 400      | 4º posto in LNB                      |
| Lucerna 2           | Lucerna                    | Sportanlagen Allmend Sud (35)     | 300      | 1º posto nel gir. 2 della Prima Lega |
| Rapperswil-Jona     | Rapperswil-Jona (SG)       | Stadio Grünfeld                   | 1 000    | 7º posto in LNB                      |
| Schlieren           | Schlieren (ZH)             | Stadion Zelgli                    | 600      | 8º posto in LNB                      |
| Thun Berner Oberl.  | Thun (BE)                  | Stadion Lachen                    | 9 540    | 2º posto in LNB                      |
| Yverdon             | Yverdon-les-Bains (VD)     | Stade Municipal Yverdon-les-Bains | 5 650    | 8º posto in LNA, retrocesso          |
| Walperswil          | Walperswil (BE)            | Stockmatt                         | 200      | 1º posto nel gir. 1 della Prima Lega |
| Zurigo U-21         | Zurigo-Schwamendingen (ZH) | Heerenschürli                     | 522      | 3º posto in LNB                      |

## Classifica finale
|  | Pos. | Squadra             | Pt | G  | V  | N | P | GF | GS | DR  |
|  | ---- | ------------------- | -- | -- | -- | - | - | -- | -- | --- |
|  | 1.   | Thun Berner Oberl.  | 35 | 14 | 11 | 2 | 1 | 62 | 23 | +39 |
|  | 2.   | Aarau               | 29 | 15 | 9  | 2 | 4 | 38 | 22 | +16 |
|  | 3.   | Zurigo U-21         | 28 | 15 | 8  | 4 | 3 | 48 | 20 | +28 |
|  | 4.   | Yverdon             | 28 | 15 | 8  | 4 | 3 | 43 | 24 | +19 |
|  | 5.   | Rapperswil-Jona     | 25 | 15 | 7  | 4 | 4 | 31 | 31 | 0   |
|  | 6.   | Lucerna 2           | 37 | 15 | 4  | 4 | 7 | 21 | 36 | -15 |
|  | 7.   | Derendingen         | 14 | 15 | 3  | 5 | 7 | 20 | 30 | -10 |
|  | 8.   | Schlieren           | 11 | 14 | 3  | 2 | 9 | 17 | 31 | -14 |
|  | 9.   | Femina Kickers Worb | 18 | 15 | 2  | 5 | 8 | 20 | 52 | -32 |
|  | 10.  | Walperswil          | 6  | 15 | 0  | 6 | 9 | 10 | 41 | -31 |

Legenda:
Secondo quanto stabilito dalla ASF/SFV a causa delk COVID-19:
nessuna squadra promossa;
nessuna squadra retrocessa.
Note:
Tre punti a vittoria, uno a pareggio, zero a sconfitta.
La classifica viene stilata secondo i seguenti criteri:
- Punti conquistati
- Differenza reti generale
- Reti totali realizzate
- Punti conquistati negli scontri diretti
- Differenza reti negli scontri diretti
- Reti realizzate negli scontri diretti

## Risultati
Fonti:

### Tabellone
Le caselle in grigio e senza risultato sono quelle delle partite non più recuperate dopo i primi giorni di marzo 2020.
|                      | Aar  | Der  | Fem  | Luc  | Rap  | Sch  | Thu  | Yve  | Wal  | Zur  |
| -------------------- | ---- | ---- | ---- | ---- | ---- | ---- | ---- | ---- | ---- | ---- |
| Aarau                | –––– | 2-0  |      | 2-2  | 1-2  | 2-1  | 3-2  | 3-0  |      | 0-6  |
| Derendingen          | 1-1  | –––– | 4-2  | 1-2  |      | 2-3  | 4-4  |      | 0-0  | 2-0  |
| Femina Kickers Worb  | 0-5  |      | –––– | 3-2  | 0-2  | 2-2  | 1-6  | 0-6  | 1-1  | 1-0  |
| Lucerna 2            | 2-5  | 1-0  |      | –––– | 2-5  | 1-0  | 1-3  | 0-0  | 1-0  | 2-2  |
| Rapperswil-Jona      | 1-2  | 1-1  | 3-1  |      | –––– | 3-1  | 2-4  | 3-0  | 3-2  | 2-2  |
| Schlieren            | 1-3  | 1-2  | 1-1  |      |      | –––– |      | 1-2  | 3-1  | 0-5  |
| Thun Berner Oberland | 3-1  | 4-1  | 12-1 | 4-1  | 5-0  |      | –––– | 4-4  |      | 5-1  |
| Yverdon              |      | 5-1  | 3-2  | 5-1  | 2-2  | 3-2  | 2-3  | –––– | 4-0  | 2-2  |
| Walperswil           | 0-8  | 1-1  | 2-2  | 1-1  | 1-1  | 0-1  | 1-3  | 0-5  | –––– |      |
| Zurigo U-21          | 1-0  | 3-0  | 3-3  | 5-2  | 7-1  | 4-0  |      |      | 7-0  | –––– |

### Calendario
Fonti:
| andata (1ª) | andata (1ª) | Prima giornata                      | ritorno (10ª) | ritorno (10ª) |
|             |             |                                     |               |               |
| 17 ago.     | 3-2         | Aarau-Thun Berner Oberland          | 1-3           | 16 nov.       |
| 17 ago.     | 0-0         | Derendingen-Walperswil              | 1-1           | 16 nov.       |
| 17 ago.     | 0-0         | Lucerna-Yverdon                     | 1-5           | 16 nov.       |
| 17 ago.     | 3-1         | Rapperswil Jona-Femina Kickers Worb | 2-0           | 16 nov.       |
| 18 ago.     | 4-0         | Zurigo U21-Schlieren                | 5-0           | 17 nov.       |

| andata (2ª) | andata (2ª) | Seconda giornata                 | ritorno (11ª) | ritorno (11ª) |
|             |             |                                  |               |               |
| 24 ago.     | 1-1         | Schlieren-Femina Kickers Worb    | 2-2           | 23 nov.       |
| 24 ago.     | 4-1         | Thun Berner Oberland-Derendingen | 4-4           | 23 nov.       |
| 24 ago.     | 2-2         | Yverdon-Rapperswil Jona          | 0-3           | 23 nov.       |
| 24 ago.     | 1-1         | Walperswil-Lucerna               | 0-1           | 23 nov.       |
| 24 ago.     | 1-0         | Zurigo U21-Aarau                 | 6-0           | 23 nov.       |

| andata (3ª) | andata (3ª) | Terza giornata               | ritorno (12ª) | ritorno (12ª) |
|             |             |                              |               |               |
| 7 set.      | 2-1         | Aarau-Schlieren              | 3-1           | 1 dic.        |
| 7 set.      | 2-0         | Derendingen-Zurigo U21       | 0-3           | 1 dic.        |
| 7 set.      | 0-6         | Femina Kickers Worb-Yverdon  | 2-3           | 30 nov.       |
| 7 set.      | 1-3         | Lucerna-Thun Berner Oberland | 1-4           | 14 dic.       |
| 7 set.      | 3-2         | Rapperswil Jona-Walperswil   | 1-1           | 30 nov.       |

| andata (4ª) | andata (4ª) | Quarta giornata                      | ritorno (13ª) | ritorno (13ª) |
|             |             |                                      |               |               |
| 14 set.     | 2-0         | Aarau-Derendingen                    | 1-1           | 7 dic.        |
| 14 set.     | 1-2         | Schlieren-Yverdon                    | 2-3           | 7 dic.        |
| 14 set.     | 5-0         | Thun Berner Oberland-Rapperswil Jona | 4-2           | 7 dic.        |
| 14 set.     | 2-2         | WalperswilFemina Kickers Worb        | 1-1           | 7 dic.        |
| 30 ott.     | 5-2         | Zurigo U21-Lucerna                   | 2-2           | 7 dic.        |

| andata (5ª) | andata (5ª) | Quinta giornata                     | ritorno (14ª) | ritorno (14ª) |
|             |             |                                     |               |               |
| 28 set.     | 2-3         | Derendingen-Schlieren               | 2-1           | 7 mar.        |
| 28 set.     | 1-6         | Femina Kickers Worb-Thun Berner Ob. | 1-12          | 16 feb.       |
| 28 set.     | 2-5         | Lucerna-Aarau                       | 2-2           | 15 feb.       |
| 28 set.     | 2-2         | Rapperswil Jona-Zurigo U21          | 1-7           | 7 mar.        |
| 27 set.     | 4-0         | Yverdon-Walperswil                  | 5-0           | 15 feb.       |

| andata (6ª) | andata (6ª) | Sesta giornata                 | ritorno (15ª) | ritorno (15ª) |
|             |             |                                |               |               |
| 13 ott.     | 1-2         | Aarau-Rapperswil Jona          | 2-1           | 22 feb.       |
| 12 ott.     | 1-2         | Derendingen-Lucerna            | 0-1           | 22 feb.       |
| 12 ott.     | 3-1         | Schlieren-Walperswil           | 1-0           | 22 feb.       |
| 12 ott.     | 4-4         | Thun Berner Oberland-Yverdon   | 3-2           | 22 feb.       |
| 13 ott.     | 3-3         | Zurigo U21-Femina Kickers Worb | 0-1           | 23 feb.       |

| andata (7ª) | andata (7ª) | Settima giornata                | ritorno (16ª) | ritorno (16ª) |
|             |             |                                 |               |               |
| 19 ott.     | 0-5         | Femina Kickers Worb-Aarau       | n.d.          | 29 feb.       |
| 19 ott.     | 1-0         | Lucerna-Schlieren               | n.d.          | 29 feb.       |
| 19 ott.     | 1-1         | Rapperswil Jona-Derendingen     | n.d.          | 29 feb.       |
| 19 ott.     | 2-2         | Yverdon-Zurigo U21              | n.d.          | 9 mag.        |
| 19 ott.     | 1-3         | Walperswil-Thun Berner Oberland | n.d.          | 18 mar.       |

| andata (8ª) | andata (8ª) | Ottava giornata                 | ritorno (17ª) | ritorno (17ª) |
|             |             |                                 |               |               |
| 2 nov.      | 3-0         | Aarau-Yverdon                   | n.d.          | 14 mar.       |
| 2 nov.      | 4-2         | Derendingen-Femina Kickers Worb | n.d.          | 15 mar.       |
| 2 nov.      | 2-5         | Lucerna-Rapperswil Jona         | n.d.          | 15 mar.       |
| 2 nov.      | rinv.       | Schlieren-Thun Berner Oberland  | n.d.          | 15 mar.       |
| 2 nov.      | 7-0         | Zurigo U21-Walperswil           | n.d.          | 14 mar.       |

| \| andata (9ª) \| andata (9ª) \| Nona giornata \| ritorno (18ª) \| ritorno (18ª) \| \| \| \| \| \| \| \| 9 nov. \| 3-2 \| Femina Kickers Worb-Lucerna \| n.d. \| 21 mar. \| \| 9 nov. \| 3-1 \| Rapperswil Jona-Schlieren \| n.d. \| 21 mar. \| \| 9 nov. \| 5-1 \| Thun Berner Oberland-Zurigo U21 \| n.d. \| 22 mar. \| \| 9 nov. \| 5-1 \| Yverdon-Derendingen \| n.d. \| 21 mar. \| \| 9 nov. \| 0-8 \| Walperswil-Aarau \| n.d. \| 21 mar. \| |             |                                 |               |               |
| andata (9ª) | andata (9ª) | Nona giornata                   | ritorno (18ª) | ritorno (18ª) |
| |             |                                 |               |               |
| 9 nov. | 3-2         | Femina Kickers Worb-Lucerna     | n.d.          | 21 mar.       |
| 9 nov. | 3-1         | Rapperswil Jona-Schlieren       | n.d.          | 21 mar.       |
| 9 nov. | 5-1         | Thun Berner Oberland-Zurigo U21 | n.d.          | 22 mar.       |
| 9 nov. | 5-1         | Yverdon-Derendingen             | n.d.          | 21 mar.       |
| 9 nov. | 0-8         | Walperswil-Aarau                | n.d.          | 21 mar.       |

## Statistiche

### Classifica marcatrici
Fonti:
Fonte:
| Gol |  |  | Giocatore                  | Squadra              |
| --- |  |  | -------------------------- | -------------------- |
| 19  |  |  | Stefanie Kipf              | Thun Berner Oberland |
| 14  |  |  | Argnesa Rexhepi            | Zurigo U-21          |
| 13  |  |  | Andrea Michel              | Thun Berner Oberland |
| 9   |  |  | Romana Trajkovska          | Rapperswil-Jona      |
| 8   |  |  | Tanja Bodenmann            | Yverdon              |
| 8   |  |  | Jolanda Thomann            | Thun Berner Oberland |
| 7   |  |  | Gianna Klucker             | Rapperswil-Jona      |
| 7   |  |  | Gentiana Morina            | Lucerna 2            |
| 6   |  |  | Mélanie De Brito           | Yverdon              |
| 6   |  |  | Rita Filipa Do Sul Almeida | Aarau                |
| 6   |  |  | Alayah Pilgrim             | Aarau                |
| 6   |  |  | Eline Schuling             | Thun Berner Oberland |
| 6   |  |  | Lara Süess                 | Aarau                |